# Lynda Thomas
Lynda Aguirre Thomas (Tijuana, 21 dicembre 1981) è una cantante messicana.

## Discografia
- 1989 - Cantemos Juntos (EP)
- 1996 - Lynda
- 1997 - Un grito en el corazón
- 1999 - Mi Día de la Independencia
- 2001 - Polen
- 2018 - Hola y Adiós

## Televisione
- Fantasía Musical (1989-1990)
- Ringling Bros. and Barnum & Bailey Circus (1997-1999)
- Nickelodeon Kids' Choice Awards (2001; 2002)